# Ciparska ciklama
Ciparska ciklama (lat. Cyclamen cyprium) je vrsta biljke iz roda ciklama rasprostranjena u šumovitim i planinskim područjima Cipra na nadmorskoj visini 300 – 1200 metara. Također je i državni cvijet te zemlje. Na Cipru također obitavaju grčka i perzijska ciklama, ali nisu njegovi endemi.

## Opis
Listovi su srcolikog oblika s grubo nazubljenim rubovima. Zelene su boje, te su išarane mrljama srebrne i ljubičaste boje. Cvjetovi rastu od jeseni do zime, imaju pet latica. Boja im je bijela do bljedo ružičasta, s mrljama tamno-ružičaste boje u unutrašnjosti.

## Vanjske poveznice
- (engl.) The Cyclamen Society: Cyclamen cyprium
- (engl.) Pacific Bulb Society: Cyclamen cyprium

|  | Zajednički poslužitelj ima još gradiva o temi Ciparska ciklama |
|  | Wikivrste imaju podatke o taksonu Ciparska ciklama             |